# Церква Різдва Іоанна Предтечі (Суми)
Церква Різдва Іоанна Предтечі у Сумах — православний храм Сумської єпархії Української Православної Церкви (Московського Патріархату). Збудований у стилі пізнього провінційного класицизму в першій половині XIX століття. Знаходиться за адресою: вул. Родини Линтварьових, 87. Церква Різдва Іоанна Предтечі є визначною пам'яткою місцевого значення і має охоронний № 175-См.

## Історія
В 1687 сумський полковник Герасим Кондратьєв заснував в слободі Луці неподалік від Сум жіночий Іоанно-Предтеченський монастир, де 1691 побудовано однойменний дерев'яний храм. Старовинний український монастир ліквідовано російською владою 1787 під час секуляризації. На його місці 1837 коштом родини місцевих малоросійських дворян Линтварьових збудовано нову кам’яну тридольну церкву з дзвіницею як парафіяльний храм для жителів слободи Лука і села Баранівка. 1907 до церкви добудовано два бокових вівтаря: на честь Святої Трійці та Іоанна Предтечі.

## Опис

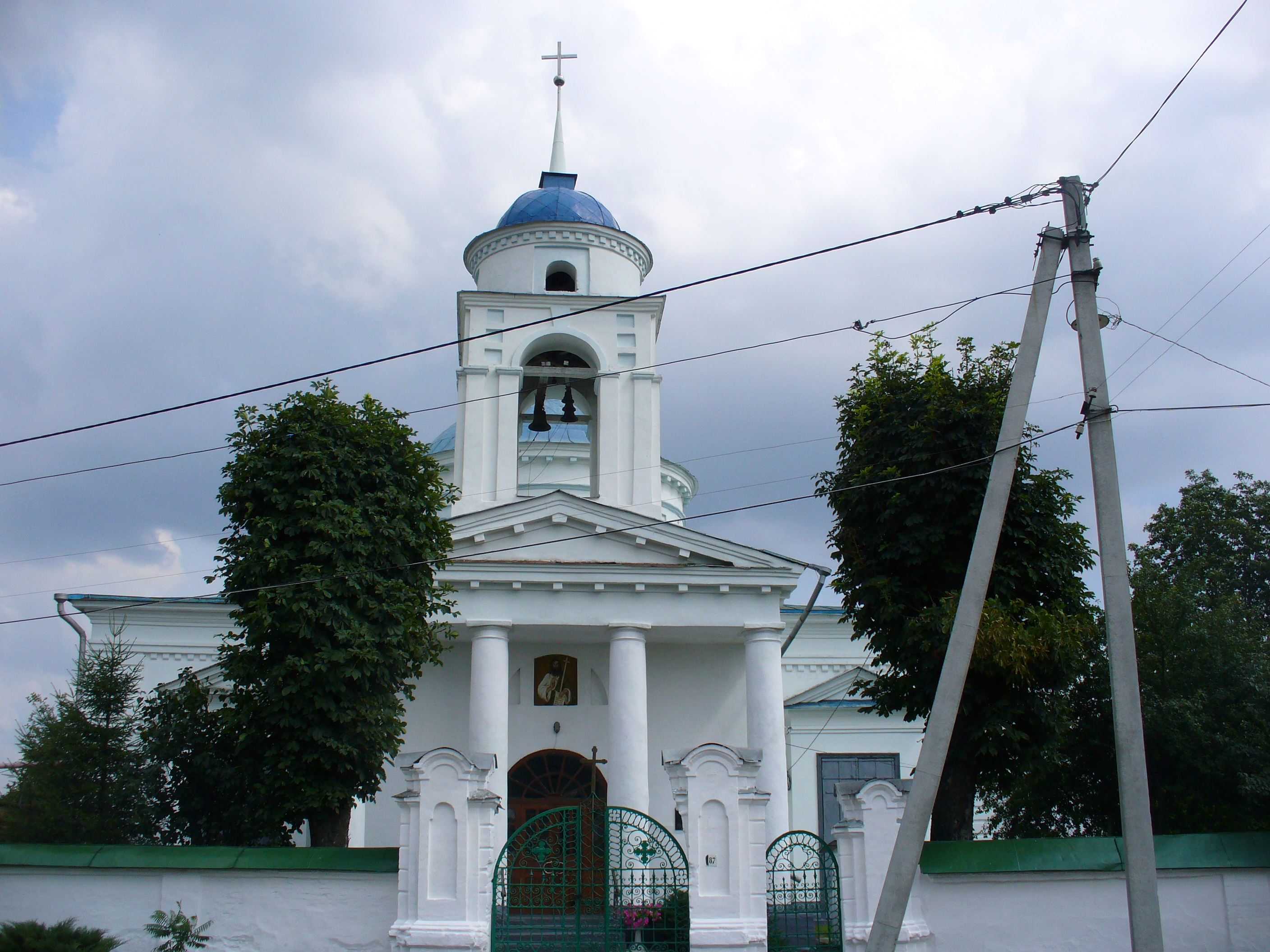
Вигляд фасаду церкви

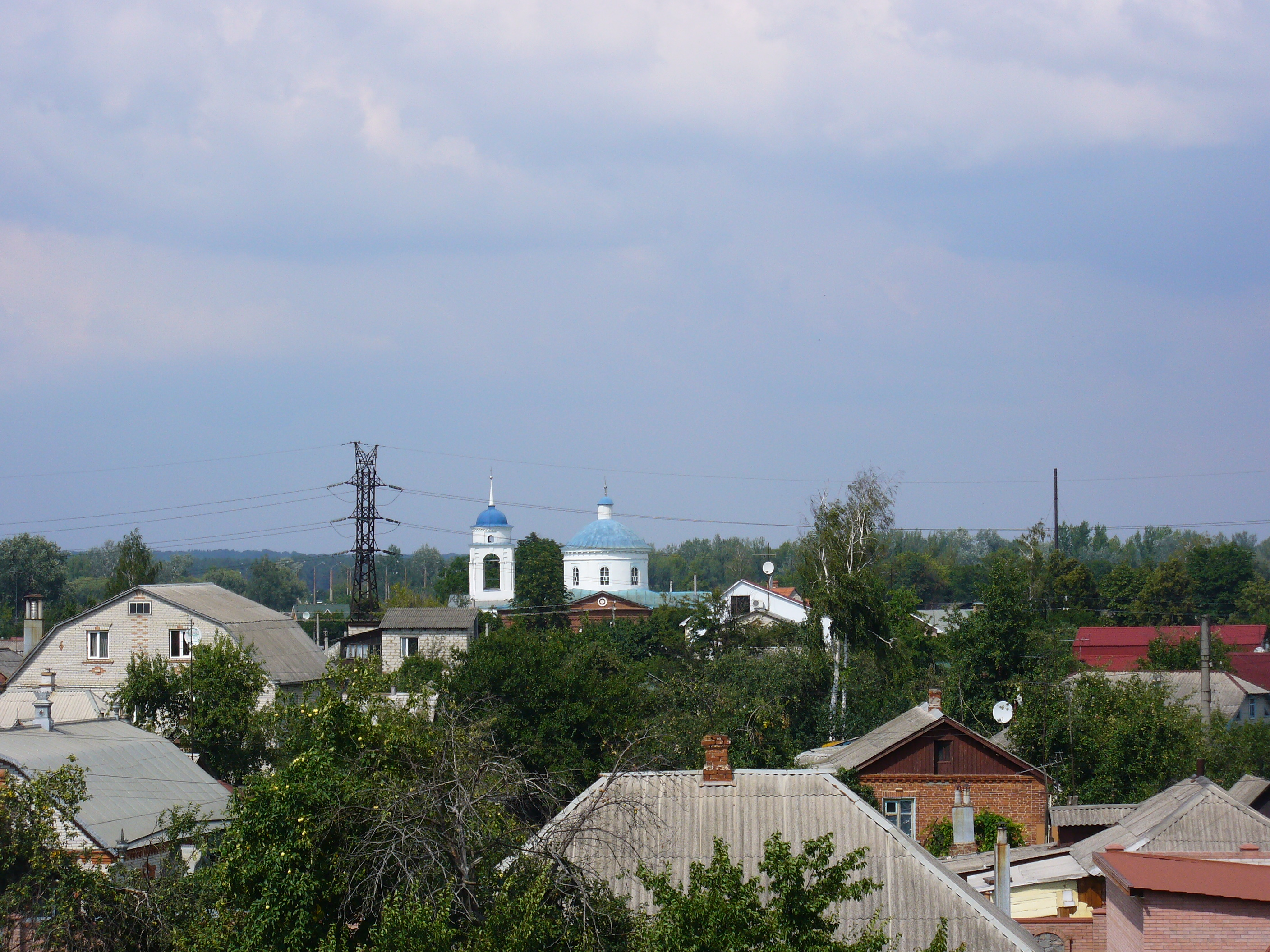
Вид на церкву з залізниці

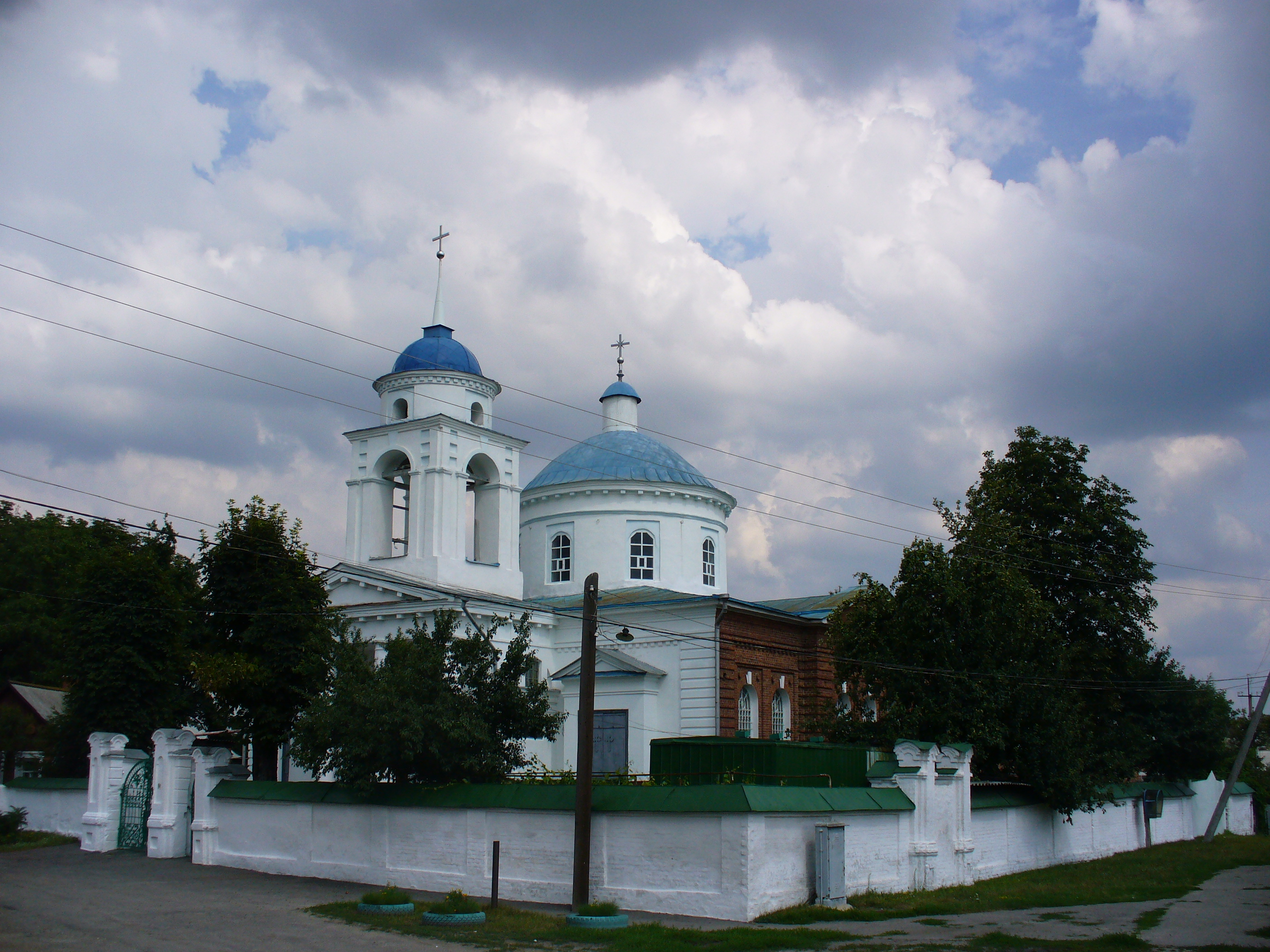
Вид на церкву від вул. Родини Линтварьових

Церква знаходиться на північно-східній околиці Сум, що має історичну назву слобода Лука, і є її архітектурною домінантою: її можна добре бачити від берегів річки Псел, з залізниці, з Липенського городища. Церква разом із садибним комплексом Линтварьових складає єдиний історико-культурний простір, хоча маєток відстоїть досить далеко від неї. Храм представляє із себе кам'яну однобанну церкву з дзвіницею, територія церкви обмежена стіною з двома кованими орнаментальними воротами кінця XIX ст.
Через прибудови церква є прямокутною в плані, дев’ятидольною, чотирьохстовповою, з прямокутним вівтарем, що не виділяється ззовні, та двоярусною дзвіницею над західним притвором та чотирьохколонним портиком тосканського ордеру на західному фасаді.
Додаткові входи, кожен з яких веде в певний бокових вівтар, з обох сторін портика акцентовані трикутними фронтончиками. Дзвіниця є четвериком , що прорізана великими арочними отворами дзвону. Четверик увінчана циліндровим підбанником із сферичною банею і високим шпилем. Середохрестя увінчано сферичною банею на циліндровім підбаннику, що опирається на підпружні арки та широкі трапецієподібні сферичні вітрила. Усі бокові ділянки перекриті хрестовими склепіннями. Під церквою є підвал. 
Храм побудовано в стилі пізнього провінційного класицизму. Зовнішній ордерний декор є досить скромним: ніші, лопатки і пілястри, руст та карнизи на модульонах. Арочні вікна центрального підбанника розміщено в неглибоких прямокутних нішах. Підбанник вінчає гладкий і блискучий фриз і карниз на модульонах. Вівтар акцентовано на східному фасаді пілястровим портиком та фронтоном. 
Будівля церкви є кам’яною з червоної цегли на вапняно-пісковому розчині, всередині та ззовні крім північного і південного фасадів храм побілений. Дах і бані по дерев’яним стропилам і кругам вкриті покрівельною сталлю. Підлога з дощок. Окремі малюнки, в тому числі «Євангелісти» у вітрилах, а також іконостас датуються другою половиною ХХ століття.